# Schloss Hilgertshausen

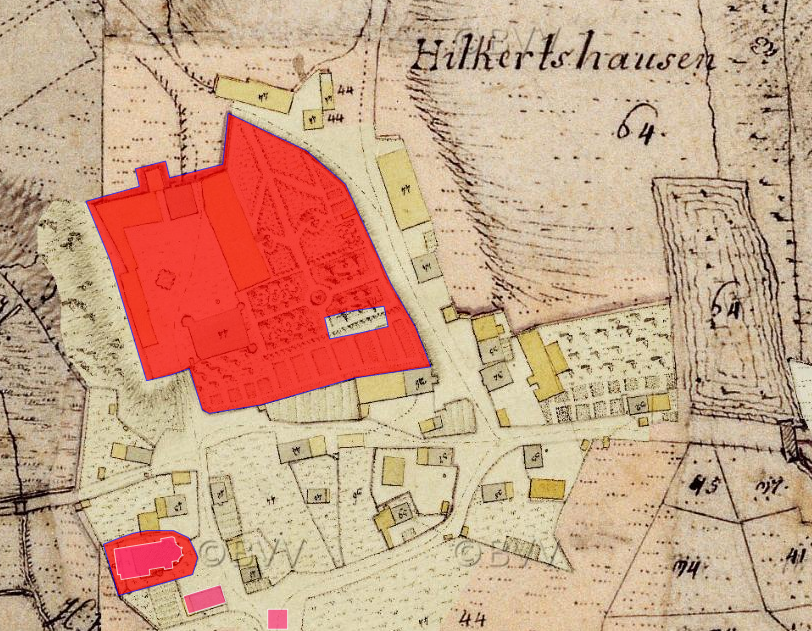
Lageplan von Schloss Hilgertshausen auf dem Urkataster von Bayern

Schloss Hilgertshausen war ein Schloss in Hilgertshausen in der Gemeinde Hilgertshausen-Tandern im oberbayerischen Landkreis Dachau. Das Hofmarkschloss lag 130 m nördlich der Pfarrkirche St. Stephan von Hilgertshausen. Die Anlage wird als Bodendenkmal unter der Aktennummer D-1-7534-0139 im Bayernatlas als „abgegangenes Hofmarkschloss des Mittelalters und der frühen Neuzeit mit Wirtschaftshof und barocken Gartenanlagen ("Schloss Hilgertshausen")“ geführt. 

## Geschichte
Der Ort Hilgertshausen wird im Jahr 843 als Helidkereshusir erstmals urkundlich erwähnt. 1420 ist Hilgertshausen Dorfgericht und wird 1471 als Hofmark mit Gumpersdorf, Stadelham und Ed urkundlich erwähnt.
Im 15. Jahrhundert treten kurzzeitig die Adelsfamilien der Haslanger und Stunzberger als Dorfherren auf. 1456 verkauften Heinrich und Sigmund von Haslang die Hofmark um 1000 Gulden an ihren Schwager Heinrich von Kammerberg. Dessen Sohn Christoph von Kammerberg übergab am 4. November 1517 die Veste und Hofmark Hilgertshausen um 5518 rheinische Gulden an Dr. Augustin Lösch, Kanzler des Herzogs Wilhelm von Bayern. Bis 1813 gehörte das Schloss den Lösch von Hilkertshausen, den späteren Grafen von Lösch, und kam dann durch Kauf an die Freiherren von Freyberg auf Jetzendorf.
1848 wurde die Patrimonialgerichtsbarkeit aufgehoben, die Bauern erlangten ihre Freiheit und die Wälder wurden abgelöst. Am 2. März 1851 umfasste der Schlossbesitz noch 1078 Tagwerk, davon 757 Tagwerk Wälder. Vier aufeinander folgende Käufer des Schlossgutes zerschlugen bis 1866 den Besitz und führten den Abbruch der Baulichkeiten durch.